# Borneo Septentrional en los Juegos Olímpicos
Borneo Septentrional, parte del Imperio británico, estuvo representado por una delegación propia en los Juegos Olímpicos. Después de 1963, los deportistas compitieron bajo la bandera de Malasia.
Los Juegos Olímpicos de Melbourne 1956 fue la única participación de Borneo Septentrional en las ediciones de verano. El territorio no obtuvo ninguna medalla en estos Juegos.
En los Juegos Olímpicos de Invierno Borneo Septentrional no participó en ninguna edición.

## Medallero

### Por edición
Juegos Olímpicos de Verano
| Evento         | Oro | Plata | Bronce | Total |
| -------------- | --- | ----- | ------ | ----- |
| Melbourne 1956 | 0   | 0     | 0      | 0     |
| TOTAL          | 0   | 0     | 0      | 0     |